# Ola li Ola la
Ola li Ola la – piąty album zespołu Vexel wydany w 2010 roku w firmie fonograficznej Sun Music. Płyta zawiera 17 przebojów, intro i 3 remixy.  

## Lista utworów
1. Intro
2. "Ola li o lala"
3. "Taki Don Juan"
4. "Maskotka"
5. "Rajskie tematy"
6. "Zakochana nastolatka"
7. "Szczęścia chwile"
8. "Hej Hello"
9. "Macho tak mówiły ci"
10. "Nieznośna jesteś wiem"
11. "Bądź mi"
12. "Dokąd zmierzasz"
13. "Mały Fiat 126p"
14. "Owoc namiętności"
15. "Ach brunetki, tak blondynki"
16. "Niech ci wszystkie gwiazdy"
17. "Dziewczyno, dziewczyno ma"
18. "Tak się kocha"
19. "Dziewczyno, dziewczyno ma RMX"
20. "Rajskie tematy RMX"
21. "Ola li, ola la RMX"